# Rally di Turchia 2018
Il Rally di Turchia 2018, ufficialmente denominato 11th Rally Turkey Marmaris, è stata la decima prova del campionato del mondo rally 2018 nonché l'undicesima edizione del Rally di Turchia e la seconda con valenza mondiale. La manifestazione si è svolta dal 13 al 16 settembre sugli sterrati che attraversano le zone costiere della Regione dell'Egeo, nella parte sud-occidentale della Turchia.
L'evento è stato vinto dall'estone Ott Tänak, navigato dal connazionale Martin Järveoja, al volante di una Toyota Yaris WRC della squadra Toyota Gazoo Racing WRT, davanti alla coppia finlandese formata da Jari-Matti Latvala e Miikka Anttila, compagni di squadra dei vincitori, e a quella composta dal neozelandese Hayden Paddon e dal britannico Sebastian Marshall, su Hyundai i20 Coupe WRC della scuderia Hyundai Shell Mobis WRT.
La gara fu inoltre l'atto conclusivo del mondiale Junior WRC, assegnando altresì punteggio doppio ai contendenti che avessero disputato almeno quattro delle cinque prove precedenti. I titoli piloti e copiloti furono vinti nell'occasione dagli svedesi Emil Bergkvist e Johan Johansson, coppia alla guida di una Ford Fiesta R2T.

## Itinerario
L'appuntamento turco tornò nel calendario mondiale a 8 anni di distanza dalla sua ultima presenza, che fu nel 2010, sostituendo di fatto il Rally di Polonia. La manifestazione si disputò su un itinerario completamente nuovo distribuito attorno alla città costiera di Marmaris, nella Regione dell'Egeo, nella cui località di Asparan (a ovest della città) venne allestito il parco assistenza per tutti i concorrenti. Il rally si sviluppò in 17 prove speciali distribuite in quattro giorni per un totale di 312,44 km cronometrati, alternandosi tra percorsi con fondi agevoli e duri tratti rocciosi che attraversano le adiacenti zone montuose.
Il rally ebbe inizio giovedì 13 settembre con la prova super speciale di 2 km realizzata nel centro di Marmaris.
Per la seconda giornata, disputatasi venerdì 14 settembre nonché la più lunga del rally con un totale di 144,84 km cronometrati, gli equipaggi si spostarono verso nord-est per disputare due identiche sezioni di tre prove ciascuna lungo i difficili e tortuosi percorsi montani del distretto di Ula. La prima fu la prova di Çetibeli, in questa edizione la più lunga del rally con i suoi 38,10 km, seguita da quelle di Ula e Çiçekli.
La terza frazione di sabato 15 settembre vide invece i concorrenti cimentarsi lungo le strade che percorrono le coste a ovest di Marmaris, in un analogo giro di tre prove, da ripetersi poi al pomeriggio, per un totale di 130,62 km cronometrati. La sezione prevedeva le speciali di Yeşilbelde, Datça (situata nell'omonimo distretto) e Içmeler.
Nella giornata finale di domenica 16 settembre si disputarono i rimanenti 34,98 km cronometrati, comprendenti quattro prove suddivise in tre percorsi: la prima, Marmaris, terminava proprio al parco assistenza e fu inoltre valida come power stage nel secondo passaggio; le altre due speciali si corsero invece a nord della sede, nelle località di Ovacik e Gökçe.

## Risultati

### Classifica
| Pos.       | Nº       | Pilota                   | Co-pilota          | Auto                  | Squadra                   | Classe      | Tempo     | Distacco   | Punti    |
| Generale   | Generale | Generale                 | Generale           | Generale              | Generale                  | Generale    | Generale  | Generale   | Generale |
| ---------- | -------- | ------------------------ | ------------------ | --------------------- | ------------------------- | ----------- | --------- | ---------- | -------- |
| 1.         | 8        | Ott Tänak                | Martin Järveoja    | Toyota Yaris WRC      | Toyota Gazoo Racing WRT   | WRC         | 3h59'24"5 |            | 28       |
| 2.         | 7        | Jari-Matti Latvala       | Miikka Anttila     | Toyota Yaris WRC      | Toyota Gazoo Racing WRT   | WRC         | 3h59'46"8 | +22"3      | 20       |
| 3.         | 6        | Hayden Paddon            | Sebastian Marshall | Hyundai i20 Coupe WRC | Hyundai Shell Mobis WRT   | WRC         | 4h01'10"8 | +1'46"3    | 15       |
| 4.         | 3        | Teemu Suninen            | Mikko Markkula     | Ford Fiesta WRC       | M-Sport Ford WRT          | WRC         | 4h03'35"4 | +4'10"9    | 12       |
| 5.         | 4        | Andreas Mikkelsen        | Anders Jæger       | Hyundai i20 Coupe WRC | Hyundai Shell Mobis WRT   | WRC         | 4h06'36"2 | +7'11"7    | 10       |
| 6.         | 81       | Henning Solberg          | Ilka Minor         | Škoda Fabia R5        | -                         | RC2         | 4h13'05"1 | +13'40"6   | 8        |
| 7.         | 32       | Jan Kopecký              | Pavel Dresler      | Škoda Fabia R5        | Škoda Motorsport II       | RC2 / WRC-2 | 4h17'49"7 | +18'25"2   | 6        |
| 8.         | 37       | Simone Tempestini        | Sergiu Itu         | Citroën C3 R5         | -                         | RC2 / WRC-2 | 4h19'01"6 | +19'37"1   | 4        |
| 9.         | 39       | Chris Ingram             | Ross Whittock      | Škoda Fabia R5        | Toksport WRT              | RC2 / WRC-2 | 4h19'45"8 | +20'21"3   | 2        |
| 10.        | 1        | Sébastien Ogier          | Julien Ingrassia   | Ford Fiesta WRC       | M-Sport Ford WRT          | WRC         | 4h20'15"7 | +20'51"2   | 5        |
| ...        | ...      | ...                      | ...                | ...                   | ...                       | ...         | ...       | ...        | ...      |
| 12.        | 2        | Elfyn Evans              | Daniel Barritt     | Ford Fiesta WRC       | M-Sport Ford WRT          | WRC         | 4h21'33"5 | +22'09"0   | 1        |
| ...        | ...      | ...                      | ...                | ...                   | ...                       | ...         | ...       | ...        | ...      |
| 16.        | 5        | Thierry Neuville         | Nicolas Gilsoul    | Hyundai i20 Coupe WRC | Hyundai Shell Mobis WRT   | WRC         | 4h38'11"0 | +38'46"5   | 5        |
| WRC-2      |          |                          |                    |                       |                           |             |           |            |          |
| 1. (7.)    | 32       | Jan Kopecký              | Pavel Dresler      | Škoda Fabia R5        | Škoda Motorsport II       | RC2 / WRC-2 | 4h17'49"7 |            | 25       |
| 2. (8.)    | 37       | Simone Tempestini        | Sergiu Itu         | Citroën C3 R5         | -                         | RC2 / WRC-2 | 4h19'01"6 | +1'11"9    | 18       |
| 3. (9.)    | 39       | Chris Ingram             | Ross Whittock      | Škoda Fabia R5        | Toksport WRT              | RC2 / WRC-2 | 4h19'45"8 | +1'56"1    | 15       |
| 4. (11.)   | 36       | Kajetan Kajetanowicz     | Maciej Szczepaniak | Ford Fiesta R5        | Lotos Rally Team          | RC2 / WRC-2 | 4h20'38"4 | +2'48"7    | 12       |
| 5. (13.)   | 34       | Pedro Heller             | Pablo Olmos        | Ford Fiesta R5        | -                         | RC2 / WRC-2 | 4h25'30"9 | +7'41"2    | 10       |
| 6. (14.)   | 41       | Burak Cukurova           | Vedat Bostanci     | Škoda Fabia R5        | BC Vision Motorsport      | RC2 / WRC-2 | 4h31'46"1 | +13'56"4   | 8        |
| 7. (18.)   | 35       | Diogo Salvi              | Hugo Magalhães     | Škoda Fabia R5        | Motorsport Italia         | RC2 / WRC-2 | 4h43'07"2 | +25'17"5   | 6        |
| 8. (22.)   | 43       | Bora Manyera             | Cem Cerkez         | Ford Fiesta R5        | -                         | RC2 / WRC-2 | 4h52'48"2 | +34'58"5   | 4        |
| 9. (27.)   | 44       | Erkan Güral              | Burak Koçoğlu      | Škoda Fabia R5        | BC Vision Motorsport      | RC2 / WRC-2 | 5h00'10"5 | +42'20"8   | 2        |
| 10. (28.)  | 45       | George Vassilakis        | Spiros Koltsidas   | Ford Fiesta R5        | -                         | RC2 / WRC-2 | 5h43'24"5 | +1h25'34"8 | 1        |
| WRC-3      |          |                          |                    |                       |                           |             |           |            |          |
| 1. (17.)   | 61       | Emil Bergkvist           | Patrik Barth       | Ford Fiesta R2T       | -                         | RC4 / WRC-3 | 4h40'03"2 |            | 25       |
| 2. (19.)   | 62       | Denis Rådström           | Johan Johansson    | Ford Fiesta R2T       | -                         | RC4 / WRC-3 | 4h43'57"3 | +3'54"1    | 18       |
| 3. (20.)   | 72       | Emilio Fernàndez         | Joaquin Riquelme   | Ford Fiesta R2T       | -                         | RC4 / WRC-3 | 4h48'01"6 | +7'58"4    | 15       |
| 4. (21.)   | 66       | Callum Devine            | Brian Hoy          | Ford Fiesta R2T       | -                         | RC4 / WRC-3 | 4h49'46"6 | +9'43"4    | 12       |
| 5. (24.)   | 68       | Bugra Banaz              | Burak Erdener      | Ford Fiesta R2T       | Castrol Ford Team Türkiye | RC4 / WRC-3 | 4h54'54"9 | +14'51"7   | 10       |
| 6. (25.)   | 71       | Tom Williams             | Phil Hall          | Ford Fiesta R2T       | -                         | RC4 / WRC-3 | 4h57'59"4 | +17'56"2   | 8        |
| 7. (26.)   | 70       | David Holder             | Jason Farmer       | Ford Fiesta R2T       | Holder Brothers Racing    | RC4 / WRC-3 | 4h58'26"2 | +18'23"0   | 6        |
| 8. (29.)   | 67       | Enrico Oldrati           | Elia De Guio       | Ford Fiesta R2T       | ACI Team Italia           | RC4 / WRC-3 | 5h45'25"8 | +1h05'22"6 | 4        |
| 9. (32.)   | 74       | Louise Cook              | Stefan Davis       | Ford Fiesta R2T       | -                         | RC4 / WRC-3 | 5h51'10"9 | +1h11'07"7 | 2        |
| Junior WRC |          |                          |                    |                       |                           |             |           |            |          |
| 1. (17.)   | 61       | Emil Bergkvist           | Patrik Barth       | Ford Fiesta R2T       | -                         | RC4 / JWRC  | 4h40'03"2 |            | 50       |
| 2. (19.)   | 62       | Denis Rådström           | Johan Johansson    | Ford Fiesta R2T       | -                         | RC4 / JWRC  | 4h43'57"3 | +3'54"1    | 36       |
| 3. (20.)   | 72       | Emilio Fernàndez         | Joaquin Riquelme   | Ford Fiesta R2T       | -                         | RC4 / JWRC  | 4h48'01"6 | +7'58"4    | 30       |
| 4. (21.)   | 66       | Callum Devine            | Brian Hoy          | Ford Fiesta R2T       | -                         | RC4 / JWRC  | 4h49'46"6 | +9'43"4    | 26       |
| 5. (24.)   | 68       | Bugra Banaz              | Burak Erdener      | Ford Fiesta R2T       | Castrol Ford Team Türkiye | RC4 / JWRC  | 4h54'54"9 | +14'51"7   | 20       |
| 6. (25.)   | 71       | Tom Williams             | Phil Hall          | Ford Fiesta R2T       | -                         | RC4 / JWRC  | 4h57'59"4 | +17'56"2   | 16       |
| 7. (26.)   | 70       | David Holder             | Jason Farmer       | Ford Fiesta R2T       | Holder Brothers Racing    | RC4 / JWRC  | 4h58'26"2 | +18'23"0   | 14       |
| 8. (29.)   | 67       | Enrico Oldrati           | Elia De Guio       | Ford Fiesta R2T       | ACI Team Italia           | RC4 / JWRC  | 5h45'25"8 | +1h05'22"6 | 8        |
| Rit        | 64       | Ken Torn                 | Kuldar Sikk        | Ford Fiesta R2T       | OT Racing                 | RC4 / JWRC  | -         | -          | 3        |
| Rit        | 63       | Jean-Baptiste Franceschi | Romain Courbon     | Ford Fiesta R2T       | Equipe de France FFSA     | RC4 / JWRC  | -         | -          | 7        |
| Rit        | 65       | Julius Tannert           | Jürgen Heigl       | Ford Fiesta R2T       | ADAC Sachsen              | RC4 / JWRC  | -         | -          | 2        |

| Principali ritiri | Principali ritiri | Principali ritiri | Principali ritiri | Principali ritiri | Principali ritiri           | Principali ritiri | Principali ritiri | Principali ritiri |
| PS                | Nº                | Pilota            | Copilota          | Auto              | Squadra                     | Classe            | Causa             | Pos.              |
| ----------------- | ----------------- | ----------------- | ----------------- | ----------------- | --------------------------- | ----------------- | ----------------- | ----------------- |
| PS 10             | 9                 | Esapekka Lappi    | Janne Ferm        | Toyota Yaris WRC  | Toyota Gazoo Racing WRT     | WRC               | Incidente         | 6º                |
| PS 12             | 11                | Craig Breen       | Scott Martin      | Citroën C3 WRC    | Citroën Total Abu Dhabi WRT | WRC               | Incendio          | 7º                |

Legenda
| Icona | Note                                                                                 |
| ----- | ------------------------------------------------------------------------------------ |
| WRC   | Equipaggio di classe WRC che può conquistare punti per il campionato costruttori     |
| WRC   | Equipaggio di classe WRC che non può conquistare punti per il campionato costruttori |
| WRC-2 | Equipaggio registrato al campionato WRC-2                                            |
| WRC-3 | Equipaggio registrato al campionato WRC-3                                            |
| JWRC  | Equipaggio registrato al campionato Junior WRC                                       |
|       | Ulteriori classificazioni                                                            |

### Prove speciali
| Frazione            | Prova | Ora   | Nome                     | Lunghezza | Vincitori                         | Tempo   | Leader del rally                 |
| ------------------- | ----- | ----- | ------------------------ | --------- | --------------------------------- | ------- | -------------------------------- |
| Frazione 1 (13 Set) | PS1   | 20:08 | SSS Turkey               | 2,00 km   | Andreas Mikkelsen Anders Jæger    | 2'03"9  | Andreas Mikkelsen Anders Jæger   |
| Frazione 2 (14 Set) | PS2   | 07:58 | Çetibeli 1               | 38,10 km  | Craig Breen Scott Martin          | 28'32"3 | Craig Breen Scott Martin         |
| Frazione 2 (14 Set) | PS3   | 09:21 | Ula 1                    | 21,75 km  | Thierry Neuville Nicolas Gilsoul  | 16'14"8 | Craig Breen Scott Martin         |
| Frazione 2 (14 Set) | PS4   | 10:24 | Çiçekli 1                | 12,57 km  | Andreas Mikkelsen Anders Jæger    | 10'32"0 | Andreas Mikkelsen Anders Jæger   |
| Frazione 2 (14 Set) | PS5   | 13:37 | Çetibeli 2               | 38,10 km  | Sébastien Ogier Julien Ingrassia  | 27'54"8 | Andreas Mikkelsen Anders Jæger   |
| Frazione 2 (14 Set) | PS6   | 15:00 | Ula 2                    | 21,75 km  | Thierry Neuville Nicolas Gilsoul  | 15'59"7 | Andreas Mikkelsen Anders Jæger   |
| Frazione 2 (14 Set) | PS7   | 16:03 | Çiçekli 2                | 12,57 km  | Ott Tänak Martin Järveoja         | 10'22"8 | Thierry Neuville Nicolas Gilsoul |
| Frazione 3 (15 Set) | PS8   | 08:35 | Yeşilbelde 1             | 34,24 km  | Sébastien Ogier Julien Ingrassia  | 27'19"7 | Sébastien Ogier Julien Ingrassia |
| Frazione 3 (15 Set) | PS9   | 10:08 | Datça 1                  | 10,70 km  | Andreas Mikkelsen Anders Jæger    | 8'29"2  | Sébastien Ogier Julien Ingrassia |
| Frazione 3 (15 Set) | PS10  | 11:11 | İçmeler 1                | 20,37 km  | Sébastien Ogier Julien Ingrassia  | 14'28"2 | Andreas Mikkelsen Anders Jæger   |
| Frazione 3 (15 Set) | PS11  | 13:24 | Yeşilbelde 2             | 34,24 km  | Ott Tänak Martin Järveoja         | 27'12"3 | Ott Tänak Martin Järveoja        |
| Frazione 3 (15 Set) | PS12  | 15:08 | Datça 2                  | 10,70 km  | Jari-Matti Latvala Miikka Anttila | 8'33"9  | Ott Tänak Martin Järveoja        |
| Frazione 3 (15 Set) | PS13  | 16:11 | İçmeler 2                | 20,37 km  | Ott Tänak Martin Järveoja         | 14'37"5 | Ott Tänak Martin Järveoja        |
| Frazione 4 (16 Set) | PS14  | 10:08 | Marmaris 1               | 7,14 km   | Thierry Neuville Nicolas Gilsoul  | 5'07"2  | Ott Tänak Martin Järveoja        |
| Frazione 4 (16 Set) | PS15  | 10:46 | Ovacık                   | 8,05 km   | Sébastien Ogier Julien Ingrassia  | 6'22"8  | Ott Tänak Martin Järveoja        |
| Frazione 4 (16 Set) | PS16  | 11:24 | Gökçe                    | 12,65 km  | Sébastien Ogier Julien Ingrassia  | 8'12"3  | Ott Tänak Martin Järveoja        |
| Frazione 4 (16 Set) | PS17  | 13:18 | Marmaris 2 (power stage) | 7,14 km   | Thierry Neuville Nicolas Gilsoul  | 4'59"5  | Ott Tänak Martin Järveoja        |

### Power stage
PS17: Marmaris 2 di 7,14 km, disputatasi domenica 16 settembre 2018 alle ore 13:18 (UTC+3).
| Pos. | No. | Pilota             | Co-pilota        | Auto                  | Classe | Tempo  | Distacco | Punti |
| ---- | --- | ------------------ | ---------------- | --------------------- | ------ | ------ | -------- | ----- |
| 1    | 5   | Thierry Neuville   | Nicolas Gilsoul  | Hyundai i20 Coupe WRC | WRC    | 4'59"5 |          | 5     |
| 2    | 1   | Sébastien Ogier    | Julien Ingrassia | Ford Fiesta WRC       | WRC    | 5'01"2 | +1"7     | 4     |
| 3    | 8   | Ott Tänak          | Martin Järveoja  | Toyota Yaris WRC      | WRC    | 5'03"4 | +3"9     | 3     |
| 4    | 7   | Jari-Matti Latvala | Miikka Anttila   | Toyota Yaris WRC      | WRC    | 5'06"0 | +6"5     | 2     |
| 5    | 2   | Elfyn Evans        | Daniel Barritt   | Ford Fiesta WRC       | WRC    | 5'07"5 | +8"0     | 1     |

## Classifiche mondiali
Classifica piloti
| Pos. | Pos. | Pilota             | Punti |
| ---- | ---- | ------------------ | ----- |
| 1    |      | Thierry Neuville   | 177   |
| 2    | 1    | Ott Tänak          | 164   |
| 3    | 1    | Sébastien Ogier    | 154   |
| 4    |      | Esapekka Lappi     | 88    |
| 5    | 2    | Jari-Matti Latvala | 75    |
| 6    | 1    | Andreas Mikkelsen  | 75    |
| 7    | 1    | Dani Sordo         | 60    |
| 8    | 4    | Teemu Suninen      | 54    |
| 9    | 1    | Elfyn Evans        | 53    |
| 10   | 3    | Hayden Paddon      | 49    |
| 11   | 2    | Mads Østberg       | 48    |
| 12   | 2    | Craig Breen        | 47    |
| 13   | 2    | Kris Meeke         | 43    |
| 14   | 2    | Jan Kopecký        | 17    |
| 15   | 1    | Sébastien Loeb     | 15    |
| 16   | 2    | Pontus Tidemand    | 11    |
| 17   | N    | Henning Solberg    | 8     |
| 18   | N    | Simone Tempestini  | 4     |
| 19   | 2    | Bryan Bouffier     | 4     |
| 19   | 2    | Marijan Griebel    | 4     |
| 21   | 2    | Gus Greensmith     | 2     |
| 22   | 2    | Łukasz Pieniążek   | 2     |
| 23   | N    | Chris Ingram       | 2     |
| 24   | 3    | Kalle Rovanperä    | 1     |
| 25   | 3    | Pedro Heller       | 1     |
| 26   | 3    | Yoann Bonato       | 1     |
| 27   | 3    | Stéphane Lefebvre  | 1     |

Classifica co-piloti
| Pos. | Pos. | Pilota             | Punti |
| ---- | ---- | ------------------ | ----- |
| 1    |      | Nicolas Gilsoul    | 177   |
| 2    | 1    | Martin Järveoja    | 164   |
| 3    | 1    | Julien Ingrassia   | 154   |
| 4    |      | Janne Ferm         | 88    |
| 5    | 2    | Miikka Anttila     | 75    |
| 6    | 1    | Anders Jæger       | 75    |
| 7    | 1    | Carlos del Barrio  | 60    |
| 8    | 4    | Mikko Markkula     | 54    |
| 9    | 4    | Sebastian Marshall | 49    |
| 10   | 2    | Torstein Eriksen   | 48    |
| 11   | 2    | Scott Martin       | 47    |
| 12   | 1    | Daniel Barritt     | 43    |
| 13   | 3    | Paul Nagle         | 43    |
| 14   | 2    | Pavel Dresler      | 17    |
| 15   | 1    | Daniel Elena       | 15    |
| 16   | 1    | Jonas Andersson    | 11    |
| 17   |      | Phil Mills         | 10    |
| 18   | N    | Ilka Minor         | 8     |
| 19   | N    | Sergiu Itu         | 4     |
| 20   | 2    | Xavier Panseri     | 4     |
| 20   | 2    | Alexander Rath     | 4     |
| 22   | 2    | Craig Parry        | 2     |
| 23   | 2    | Przemysław Mazur   | 2     |
| 24   | N    | Ross Whittock      | 2     |
| 25   | 3    | Jonne Halttunen    | 1     |
| 26   | 3    | Pablo Olmos        | 1     |
| 27   | 3    | Benjamin Boulloud  | 1     |
| 28   | 3    | Gabin Moreau       | 1     |

Classifica costruttori WRC
| Pos. | Pos. | Squadra                     | Punti |
| ---- | ---- | --------------------------- | ----- |
| 1    | 1    | Toyota Gazoo Racing WRT     | 284   |
| 2    | 1    | Hyundai Shell Mobis WRT     | 279   |
| 3    |      | M-Sport Ford WRT            | 244   |
| 4    |      | Citroën Total Abu Dhabi WRT | 169   |